# Гольдман, Леон Исаакович
Леон Исаакович Гольдман (1877, Вильна, Российская империя — 26 февраля 1939, Москва, Советский Союз) — участник революционного движения в Российской империи, член ЦК РСДРП. Партийные псевдонимы — Семён, Исаак, Брат Майера, Леонтьев, Аким, Акимский. Брат М. И. Гольдмана и Б. И. Гольдмана. Расстрелян в 1939 году, реабилитирован посмертно.

## Биография
Родился в еврейской семье служащего, образование получил в ремонтно-техническом училище. Участвовал в социал-демократическом движении с 1893, до 1894 посещал кружки в родном городе, в 1895 действовал в марксистских кружках в Минске, вёл пропаганду среди рабочих табачной фабрики Эдельштейна за забастовку, в 1896 работал в Варшаве. В 1897 арестован в Вильно на рабочем собрании, вскоре освобождён, осенью того же года как делегат от Варшавы участвовал в учредительном съезде Бунда. Осенью 1898 призван на военную службу, отправлен в Нижний Новгород, по дороге дезертировал и перешёл на нелегальное положение, проживая под фамилией Гиман или Риман.
Вступил в РСДРП в 1898 (в год основания партии), являлся членом одесского комитета, работал токарем по металлу в Одессе. Делегирован от городской организации на II съезд РСДРП, который должен был пройти в Париже, но не состоялся. В 1899 арестован охранным отделением, и в 1900 эмигрировал. В 1901 вёл переговоры с В. И. Лениным в Мюнхене по вопросу установления типографии «Искры» в Российской империи. По возвращении организовал типографию в Кишинёве.
9 марта 1902 арестован и 4 марта 1903 приговорён одесской судебной палатой к ссылке на поселение, отбывал которую с октября 1904 в селе Ирбей Енисейской губернии. Однако вскоре бежал и с апреля 1905 жил в Женеве, затем в Вене, работал секретарём газеты «Искра». В ноябре 1905 приехал в Санкт-Петербург и от фракции меньшевиков вошёл в Петербургский комитет РСДРП. Был делегатом IV съезда РСДРП, на котором избран в ЦК РСДРП, с 25 апреля 1906 по 30 апреля 1907 был членом ЦК РСДРП(м). В том же году участвовал в съездах: Бунда во Львове, Польской социалистической партии в Закопане, Латвийской СДРП в Риге. Весной 1907 как член ЦК РСДРП вёл работу на Урале по подготовке к V съезду РСДРП.
В марте 1907 арестован царскими властями в Перми вместе с местным комитетом РСДРП. 11 февраля 1909 приговорён казанской судебной палатой к ссылке на поселение, а 15 сентября 1909 пермским окружным судом за побег с поселения в 1904 осуждён на 3 года каторжных работ, отбывал наказание в пермских арестантских ротах. В 1911 осуждён к административной высылке в Сибирь, в 1912 переведён на поселение в Остроженскую волость Иркутской губернии, в 1913 переехал в Тулун, в 1914 в Иркутск, где жил до 1917.
В 1917 был председателем Иркутского Совета и членом ЦК РСДРП(о), после Февральской революции вернулся из ссылки в Петроград, избран членом ЦК РСДРП(о), ВЦИК 1-го созыва и Предпарламента. Затем до 1918 был членом ЦК и московского бюро меньшевиков. С 1917 до 1920 руководил иркутской организацией РСДРП(м), участвовал в восстании Политцентра. В 1920 был членом Временного совета Сибирского народного управления, членом Сибирского Политцентра в Иркутске, участником переговоров мирной делегации Политцентра и представителей Сибревкома и Реввоенсовета 5-й армии в Красноярске 24 января 1920. В конце 1921 жил в Иркутской губернии, находился на хозяйственной работе.
После Гражданской войны работал экономистом. В 1921 отошёл от политической деятельности, однако в 1920-е и 1931 неоднократно арестовывался  органами ВЧК и ОГПУ. В августе 1922 находился в Верхнеудинске, предположительно в качестве ссыльного. В 1929 приехал в Москву. На момент последнего ареста состоял беспартийным и проживал по адресу: Москва, Подсосенский переулок, дом 14, квартира 15. Работал заведующим плановой частью в артели «Полиграфтруд».
Арестован органами НКВД 7 января 1938, обвинялся в участии в контр-революционной террористической организации. Осуждён ВКВС СССР 26 февраля 1939 к ВМН и расстрелян в тот же день. Похоронен на территории Донского кладбища («могила невостребованных прахов» № 1). Посмертно реабилитирован 23 мая 1957 тем же судебным органом.

## Публикации
- Гольдман Л. И. Организация и типография «Искры» в России (из личных воспоминаний). 1928.